# Zatrephes trailii
Zatrephes trailii là một loài bướm đêm thuộc phân họ Arctiinae, họ Erebidae.